# 하단중학교
하단중학교(下端中學校)는 대한민국 부산광역시 사하구 하단동에 있는 공립 중학교이다.

## 학교 연혁
- 1981년 1월 17일 : 사하여자 중학교 설립 인가
- 1981년 3월 1일 : 초대 이석구 교장 취임
- 1981년 3월 5일 : 개교 및 제1회 입학식 거행(8학급 536명)
- 1982년 2월 22일 : 신축교사로 이전
- 1984년 2월 14일 : 제1회 졸업 (8학급 538명)
- 1990년 3월 1일 : 교육부 지정 수학과 연구학교
- 2000년 3월 1일 : 남녀공학으로 교명을 하단중학교로 변경
- 2004년 3월 31일 : 다목적 강당 증축 및 현대식 단체 급식실 준공
- 2006년 9월 12일 : 학교 도서관 개관 및 평생교육학습장 증축 완공
- 2016년 3월 1일 : 다중언어교육 연구학교 운영, SW교육 중점학교 운영
- 2023년 3월 2일 : 디지털기반 미래교육 연구학교 운영
- 2023년 9월 1일 : 제15대 신인순 교장 취임
- 2025년 1월 6일 : 제42회 졸업식(5학급 129명, 누계 16,639명)
- 2025년 3월 4일 : 제45회 입학식(5학급 143명)

## 참고 자료
- 하단중학교 - 한국교육학술정보원 학교알리미